# Copa Mundial Femenina VIVA
La Copa Mundial Femenina VIVA fue un torneo de fútbol internacional organizado por la New Federation Board (NF-Board), una asociación que agrupaba a naciones no afiliadas a la FIFA. En 2008 y 2010 se organizó un torneo femenino jugado en partidos de ida y vuelta.

## Historia

### Laponia 2008
La primera edición, con solo dos equipos, fue ganada por el anfitrión, Laponia, que venció al Kurdistán a dos partidos con un marcador global de 15-1.
| 10 de julio de 2008 | Laponia                       | 4-0 | Kurdistán | Malmberget Stadium, Malmberget |  |
| 18:00               | Gry Keskitalo Skulbørstad (4) |     |           |                                |  |

| 13 de julio de 2008 | Laponia | 11-1 | Kurdistán | Gällivare Stadium, Gällivare |  |
| 14:00               | Gry Keskitalo Skulbørstad (5) · Mia Carina Eira (2) · Marlen Hallen · Magdalena Esseryd · Mia Oscarsson · Ragnhild Fosshaug |      |           |                              |  |

### Gozo 2010
La segunda edición, nuevamente con solo dos equipos, fue ganada por Padania, que venció al anfitrión Gozo en dos partidos con un marcador global de 7-0.
| 2010 | Padania | 4-0 | Gozo |  |  |

| 2010 | Gozo | 0-3 | Padania |  |  |

## Palmarés
| Año          | Sede    | Campeón | Final Resultado | Subcampeón | Tercer lugar                | Resultado                   | Cuarto lugar                |
| ------------ | ------- | ------- | --------------- | ---------- | --------------------------- | --------------------------- | --------------------------- |
| 2008 Detalle | Laponia | Laponia | 4:0 11:1        | Kurdistán  | Solo hubo dos participantes | Solo hubo dos participantes | Solo hubo dos participantes |
| 2010 Detalle | Gozo    | Padania | 4:0 3:0         | Gozo       | Solo hubo dos participantes | Solo hubo dos participantes | Solo hubo dos participantes |

## Títulos por equipo
En cursiva, se indica el torneo en que el equipo fue local.
| Equipo    | Campeón  | Subcampeón | Tercer lugar | Cuarto lugar |
| --------- | -------- | ---------- | ------------ | ------------ |
| Laponia   | 1 (2008) |            |              |              |
| Padania   | 1 (2010) |            |              |              |
| Kurdistán |          | 1 (2008)   |              |              |
| Gozo      |          | 1 (2010)   |              |              |

## Clasificación general
| Equipo | Equipo    | Part. | Pts | PJ | PG | PE | PP | GF | GC | Dif |
| ------ | --------- | ----- | --- | -- | -- | -- | -- | -- | -- | --- |
| 1      | Laponia   | 1     | 6   | 2  | 2  | 0  | 0  | 15 | 1  | +14 |
| 2      | Padania   | 1     | 6   | 2  | 2  | 0  | 0  | 7  | 0  | +7  |
| 3      | Gozo      | 1     | 0   | 2  | 0  | 0  | 2  | 0  | 7  | -7  |
| 4      | Kurdistán | 1     | 0   | 2  | 0  | 0  | 2  | 1  | 15 | -14 |